# Feleselő képek
A Feleselő képek Fülöp Márta 2021-ben megjelent könyve. Alcíme: Magyarok és szlovákok egymásról alkotott képe a 19. századi szlovák és magyar prózában.
A monográfia eredetileg szlovák nyelven íródott Odvrávajúce obrazy: Vzájomná podoba Maďarov a Slovákov v slovenskej a maďarskej próze 19. storočia címen, amely alapján készült a magyar nyelvű változat Dobry Judit fordításában.

## Keletkezés
Ezt a könyvet Fülöp Márta eredetileg szlovák nyelven írta 2014-ben a doktori disszertációja kiadott változataként, amely 2021-ben a Kalligram Kiadó magyar nyelven is megjelentett.
Fülöp Márta szavait idézve „ez a könyv elsősorban tudományos munka, de talán nemcsak az irodalmároknak szól, hanem azoknak is, akik tudni szeretnék, milyennek látnak minket, magyarokat a szlovákok. És hogy milyennek látják a magyarok a szlovákokat. Nem mindig kellemes ez a kép. De kapcsolat nélkül nincs egyéniség, érintkezés nélkül nincs ugyan sebesülés se, de simogatás és fejlődés sincs. A tükörtől pedig csak a gonosz mostoha várta el, hogy mindig a legszebbnek mondja a világon, de az a mese aztán a mostohára nézve elég kellemetlen véget ért”.

## Elméleti háttér
A monográfia központi témája a 19. századi szlovák prózai művekben a magyarokról, illetve a 19. századi magyar prózai művekben a szlovákokról létrehozott nemzetképek és sztereotípiák vizsgálata. A kutatás az összehasonlító irodalomtudomány részdiszciplínáján, az imagológia elméletén alapszik, amely az irodalomban megjelent nemzetképek ábrázolását tanulmányozza. A bevezetés kitér a sztereotípiák kialakulásának és alkalmazásának néhány fontos aspektusára is.

## Szerkezet
A könyv két, egymástól viszonylag független egységből áll. Az első részben a 19. századi irodalomban található nemzeti sztereotípia kutatásának elméleti háttere kerül bemutatásra. Ezt követően az imagológia (másokról és önmagunkról alkotott mentális képek tudományos kutatása) témáját tárgyalja, kitérve annak helyére az irodalomtudományban, sajátos kutatási módszereire és újszerűségének mértékére. A második rész két esettanulmánya pedig imagológiai szempontból elemzi az irodalmi művekben megjelenő „másokról alkotott” nemzetképeket.